# Seth Carlo Chandler

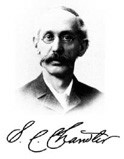
Seth Carlo Chandler

Seth Carlo Chandler, Jr. (* 16. September 1846 in Boston, Massachusetts; † 31. Dezember 1913 in Wellesley Hills, Massachusetts) war ein US-amerikanischer Astronom.
In seinem letzten Jahr in der High School führte er mathematische Berechnungen für Benjamin Peirce vom Harvard College Observatory durch.
Nach seinem Studium wurde Chandler Assistent von Benjamin Apthorp Gould. Gould war Direktor des Longitude Department of the U.S. Coast Survey Programm, bei dem es um geodätische Überwachung ging. Als Gould nach Argentinien ging, verließ auch Chandler das Observatorium und wurde Versicherungsfachmann. Er arbeitete jedoch als Amateurastronom weiter am Harvard College Observatory.
Chandlers größte wissenschaftliche Leistung ist die Entdeckung der nach ihm benannten periodischen Kreisbewegung der Erdrotationsachse in Bezug auf ein erdfestes Koordinatensystem. Die Amplitude dieser Bewegung (sogenannte „Chandler wobble“) beträgt etwa 0,17 Bogensekunden, was auf der Erdoberfläche 5 m entspricht. Die mittlere Schwingungsdauer ist 435 Tage. Diese auch als „freie Polbewegung“ der Erde bezeichnete Schwingung ist darin begründet, dass die polare Hauptträgheitsachse (Figurenachse) nicht mit der Rotationsachse der Erde zusammenfällt. Dadurch wird eine Taumelbewegung des abgeplatteten Erdkreisels hervorgerufen. Warum die Rotationsachse sich nicht im Laufe der Erdgeschichte in die Hauptträgheitsachse der Erde verlagert hat, ist aktueller Gegenstand der Forschung. Neueste Untersuchungen deuten darauf hin, dass Massenverlagerungen in Atmosphäre und Ozeanen für die Aufrechterhaltung der Schwingung verantwortlich sind.
Chandler arbeitete ferner auf anderen Gebieten der Astronomie wie den veränderlichen Sternen. Er war unabhängiger Mitentdecker der Nova T Coronae Borealis, verbesserte die Bestimmung der Konstante der Aberration und berechnete Bahnelemente von Asteroiden und Kometen.
1883 wurde Chandler in die American Academy of Arts and Sciences gewählt, 1888 in die National Academy of Sciences.
Chandler erhielt die Goldmedaille der Royal Astronomical Society im Jahre 1896 und die James Craig Watson Medal im Jahre 1894. Ein Mondkrater wurde nach ihm benannt.